# Jens Böcker
Jens Böcker (* 23. Februar 1965 in Hildesheim) ist ein deutscher Wirtschaftswissenschaftler mit dem Fachgebiet Marketing und Hochschullehrer. Er ist seit 2000 Professor an der Hochschule Bonn-Rhein-Sieg. Böcker ist außerdem als Unternehmensberater, Veranstalter, Moderator, Referent und Autor tätig.

## Leben
Böcker studierte von 1987 bis 1991 Betriebswirtschaftslehre mit den Schwerpunkten Marketing und Wirtschaftsinformatik an der Georg-August-Universität Göttingen. Von 1991 bis 1994 war er als wissenschaftlicher Assistent am Lehrstuhl für Marketing und Handel von Hans Knoblich tätig. 1994 hat er zum Thema „Marketing für Leistungssysteme“ promoviert.
Von 1994 bis 1996 beriet er als Consultant für Strategie und Marketing bei Simon, Kucher & Partners in Bonn primär Kunden in den Märkten IT und Telekommunikation. Anschließend war er drei Jahre im Key Account Management bei RWE Telliance (später Mannesmann o.tel.o) in Essen und Köln tätig. Dort hat er den Aufbau und die Steuerung des Vertriebskanals „Service Provider“ verantwortet.
Seit 2000 lehrt Böcker Marketing an der Hochschule Bonn-Rhein-Sieg. Sein Forschungsschwerpunkt liegt auf den Einsatzmöglichkeiten innovativer Technologien in Marketing und Vertrieb. 2016 war er an der Entstehung des Masterstudiengangs Marketing (M.Sc.) beteiligt und ist bis heute als Studiengangsleiter tätig.
Böcker hat mehrere Beiratsmandate inne, u. a. ist er seit 2001 wissenschaftlicher Beirat bei der Management- und Strategieberatung Böcker Ziemen in Bonn. Zudem ist er Sprecher des Beirates des Fachbereichs Wirtschaft der Hochschule Bonn-Rhein-Sieg, sowie Veranstalter und Moderator des Telecommunications Executive Circle (TEC) und des Bonner Management Forums (BMF).